# ملابس تقليدية موريتانية
ملابس تقليدية موريتانية: هذه قائمة ببعض الملابس التقليدية الموريتانية

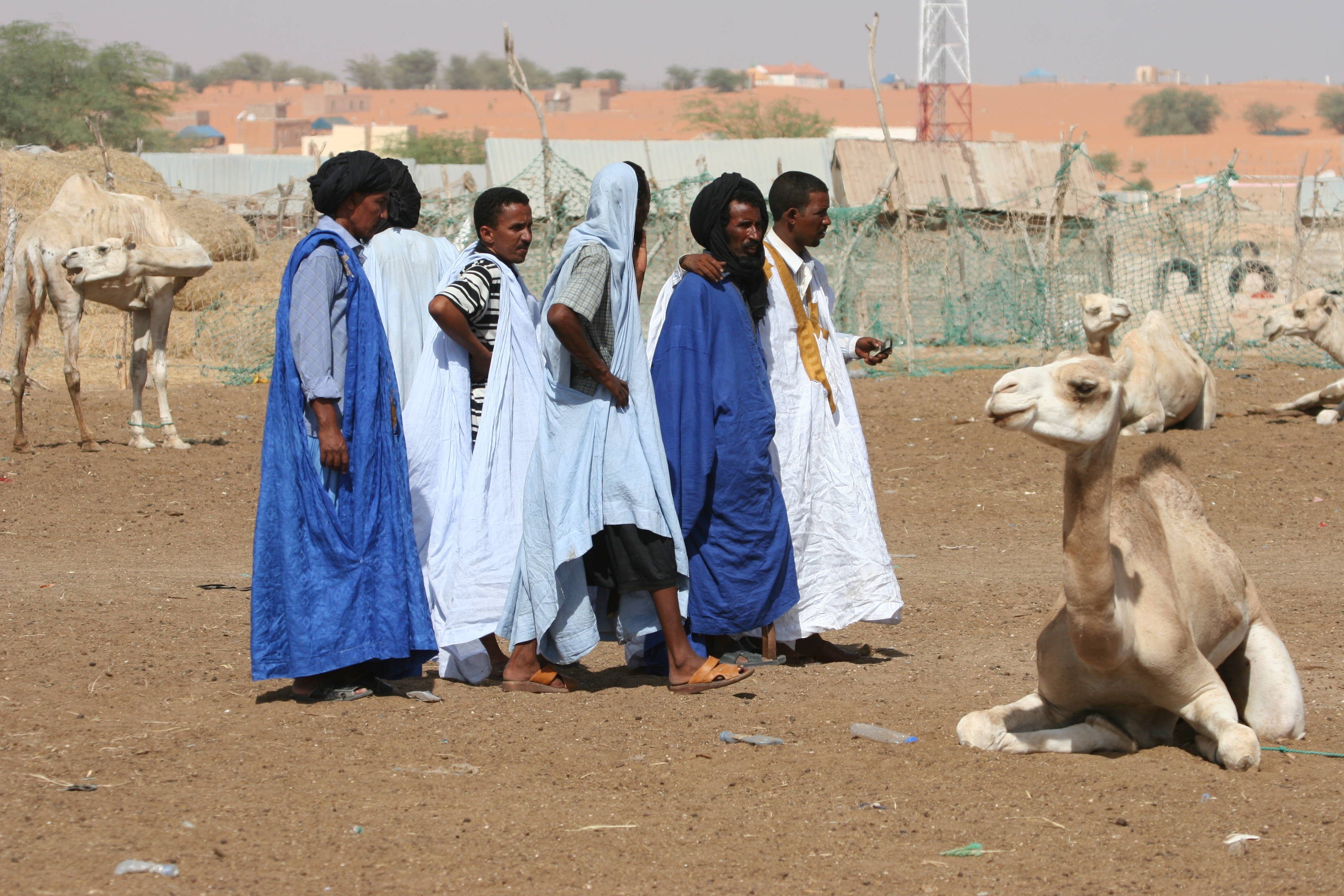
الدراعة: الزي الرجالي
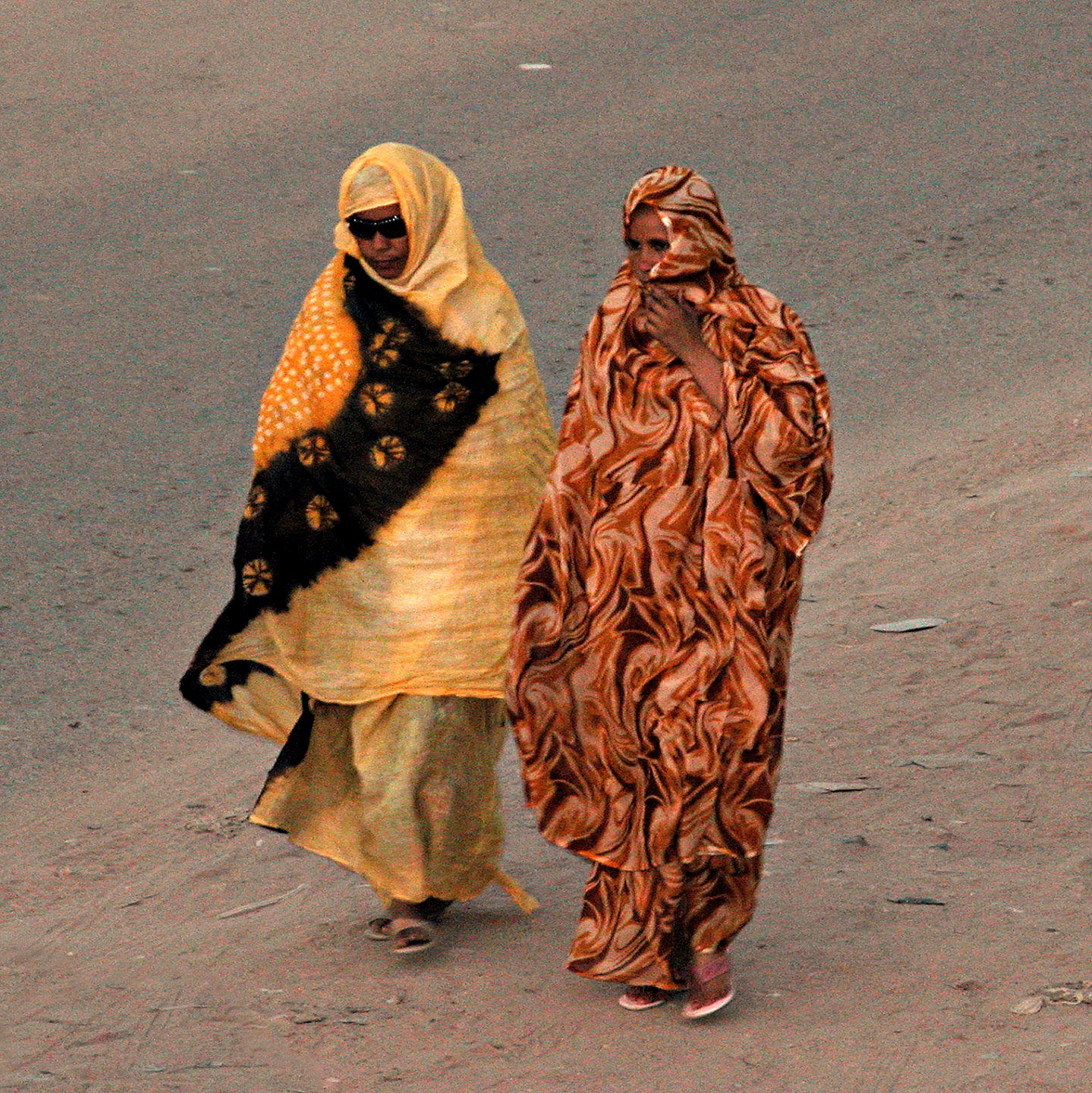
الملحفة: الزي النسائي

## الثوب الرجالي
- الدراعة (زي): هي الثوب الرجالى الذي يرتديه الموريتانيون ولها في الغالب لونان هما الأزرق والأبيض ونادرا ما تكون هناك دراعة لها لون مختلف و هي اللباس الخارجي المرئي.
- اللثام (العمامة الموريتانية) : هي العمامة وتختلف طريق لبسها فقد تستخدم حول العنق كالكوفية أو تلف حول الرأس.
- سروال الدراعة (اسمه الحقيقي سروال سمبتي): سروال فضفاض يلبس تحت الدراعة و يسميه أهل شمال المغرب بسروال قندريسي.
- القميص الموريتاني: قميص قصير الكم مزخرف بخيوط صفراء لكن غالبا ما يكون قميص أبيض أو أورق حسب لون الدراعة تناسقا للأوان.

## الملابس النسائية
- الملحفة (زي): هي الرداء النسائي الذي ترتديه النساء في موريتانيا وهو الزي الوحيد الشائع كلبس رسمي وغير رسمي.
- الرنباية (زي): هي الرداء الذي يلبس تحت الملحفة.